# Høvildgård
Høvild(gård) er et skovgods (ikke en herregård) i Silkeborg Kommune, tidligere Them Kommune, oprettet af Alexander Foss, som døde her 1925. I 1906 blev Skovlund tilkøbt efterfulgt af Egendal i 1912. 
Hovedbygningen er opført 1908 ved arkitekt Gotfred Tvede som landsted, mens der også findes to ældre bondegårde, Egendal fra 1802 og Skovslund (nu kaldet Høvildgård 56°4′39″N 9°36′48″Ø / 56.07750°N 9.61333°Ø) fra 1897.
Siden gik Høvild i arv til Foss' arvinger, som stadig ejer godset.